# 猪ノ鼻道路

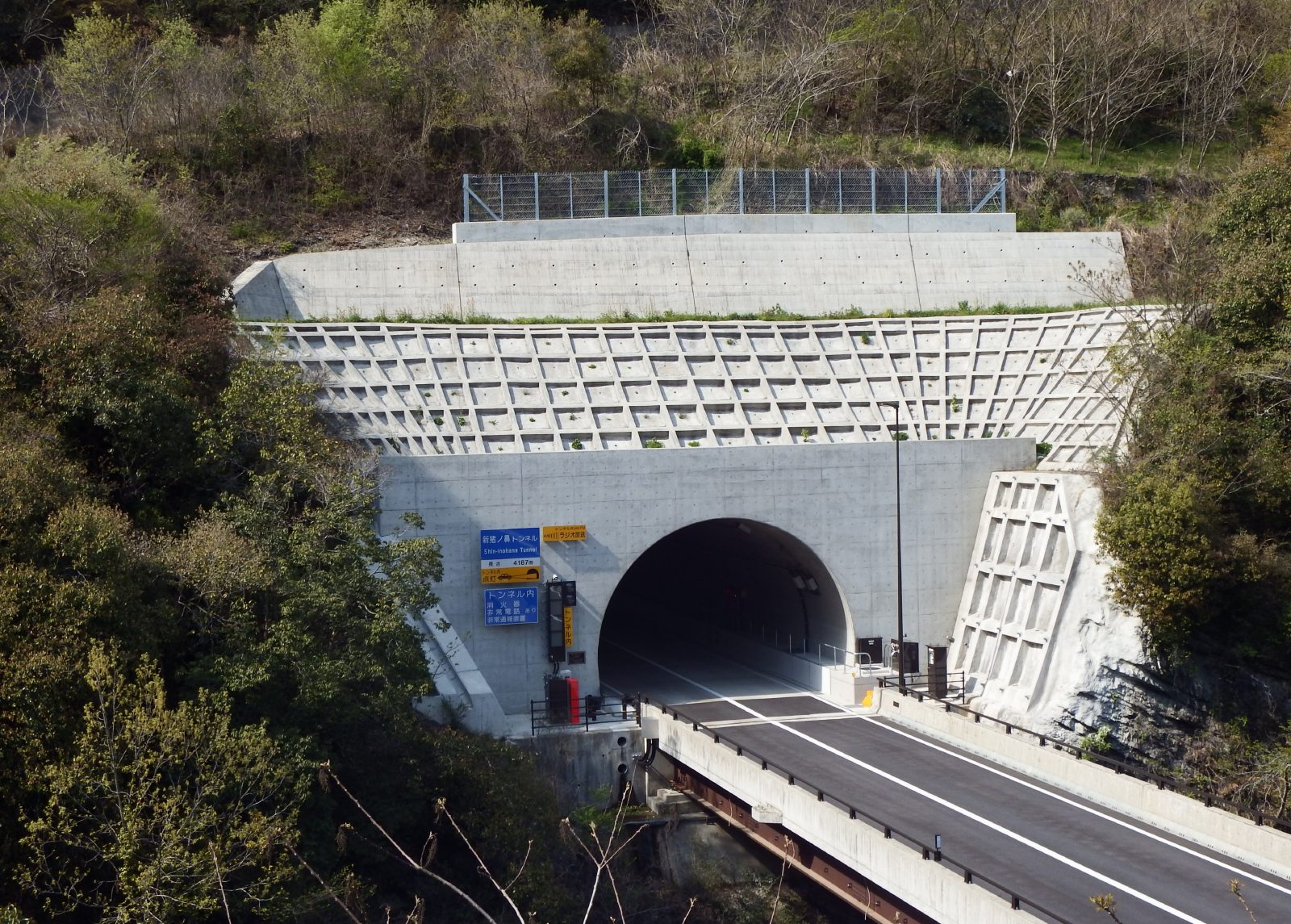
新猪ノ鼻トンネル南口

猪ノ鼻道路（いのはなどうろ）は、香川県三豊市から徳島県三好市に至る国道32号（国道319号重複）のバイパス道路である。現在は国道32号の一部となっている。

## 概要
国道32号香川・徳島県境の猪ノ鼻峠区間（猪ノ鼻道路開通後は香川県道・徳島県道5号観音寺池田線）は道路線形の不良箇所が多く（線形不良箇所（R≦80m）が28箇所、7%の急勾配区間が2箇所）、また約11kmの間に51箇所の災害危険箇所が存在するため、大雨や大雪等の異常気象があると全面通行止めとなる事前通行規制区間になっており、異常気象時には約400世帯1,000人が孤立していた。
猪ノ鼻道路はこの事前通行規制区間の解消や線形不良の解消による安全な交通の確保、旅行時間の短縮による香川・徳島交流促進等を目的として、香川県側は国土交通省四国地方整備局香川河川国道事務所、徳島県側は徳島河川国道事務所により整備された。
なお、猪ノ鼻道路には歩道が整備されていないため、入口には自転車・歩行者は（通行止めにはなっていないが）旧道を通るように求める警告板が設置されている。

### 路線データ
- 起点：香川県三豊市財田町財田上
- 終点 : 徳島県三好市池田町州津
- 総延長：8.4km
- 規格：第3種第3級
- 車線数：2車線
- 道路幅員：7.5m
- 車線幅員：3m
- 設計速度：60 km/h
- 最急勾配：5%

## 歴史
- 2002年（平成14年）：扇大臣へ要望
- 2003年（平成15年）：事業化、測量開始
- 2005年（平成17年）：ボーリング調査
- 2007年（平成19年）：着工式
- 2008年（平成20年）：設計協議
- 2017年（平成29年）：西山トンネル貫通
- 2019年（令和元年）：新猪ノ鼻トンネル貫通
- 2020年（令和2年）12月13日：開通[3]。

## 路線状況

### 道路施設

#### 橋梁
- 新込野橋（42.5m）
- 箸蔵第1橋（30.0m）
- 箸蔵第2橋（73.5m）
- 箸蔵第3橋（99.0m）

#### トンネル
- 新猪ノ鼻トンネル（4,187m）
- 西山トンネル（2,115m）
- 箸蔵第1トンネル（155m）
- 箸蔵第2トンネル（275m）

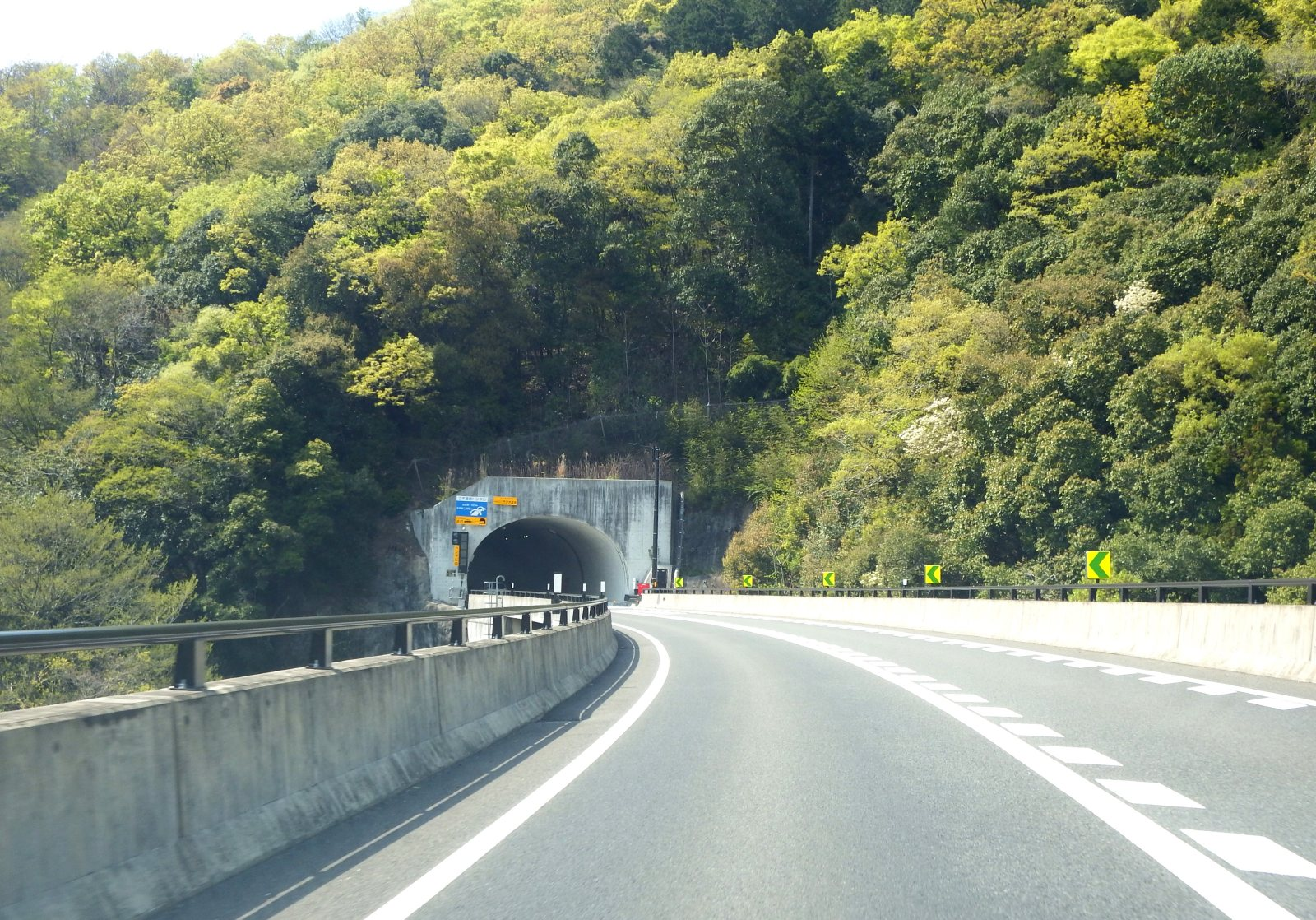
箸蔵第2トンネル南口
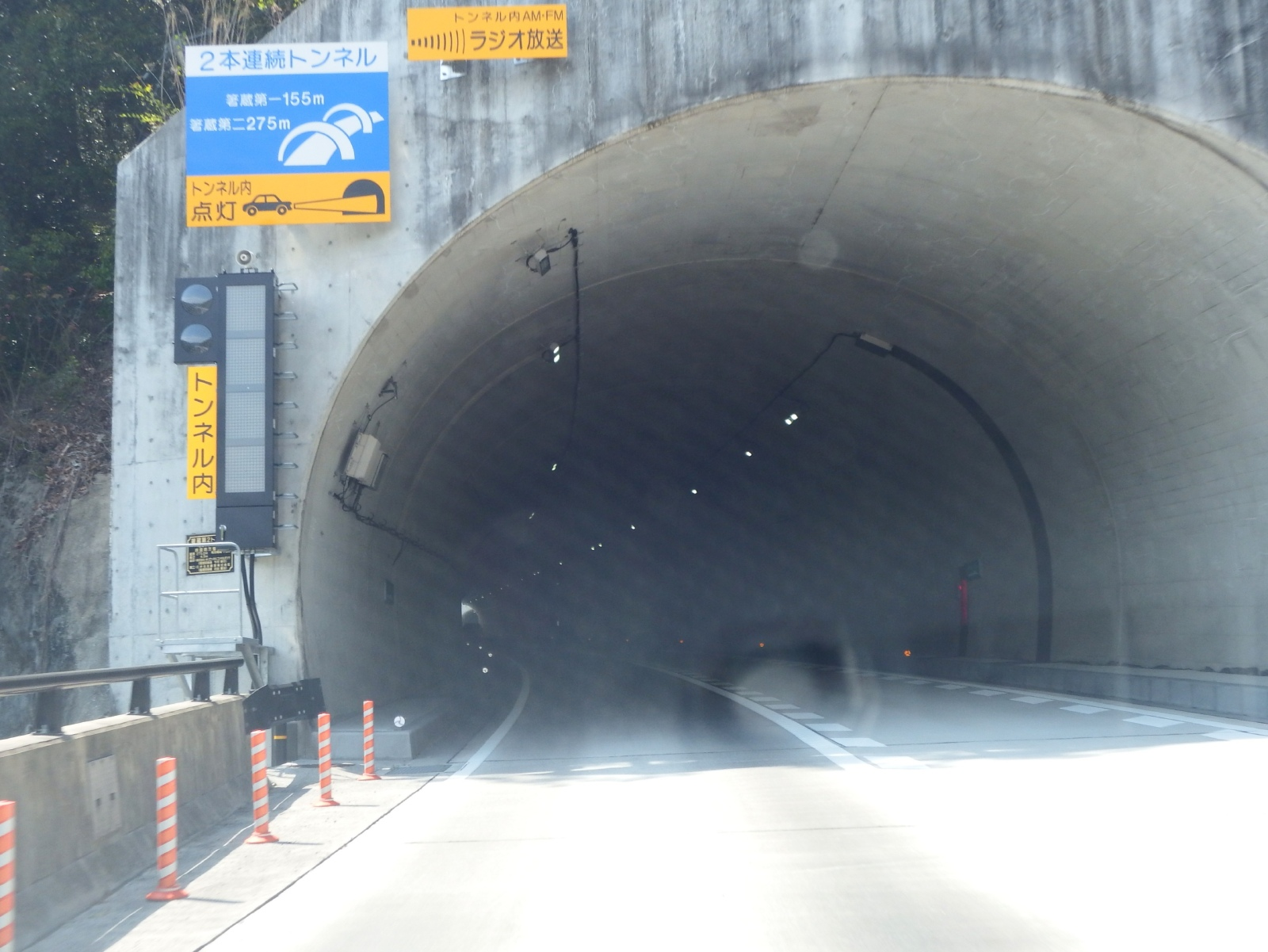
箸蔵第2トンネル南口
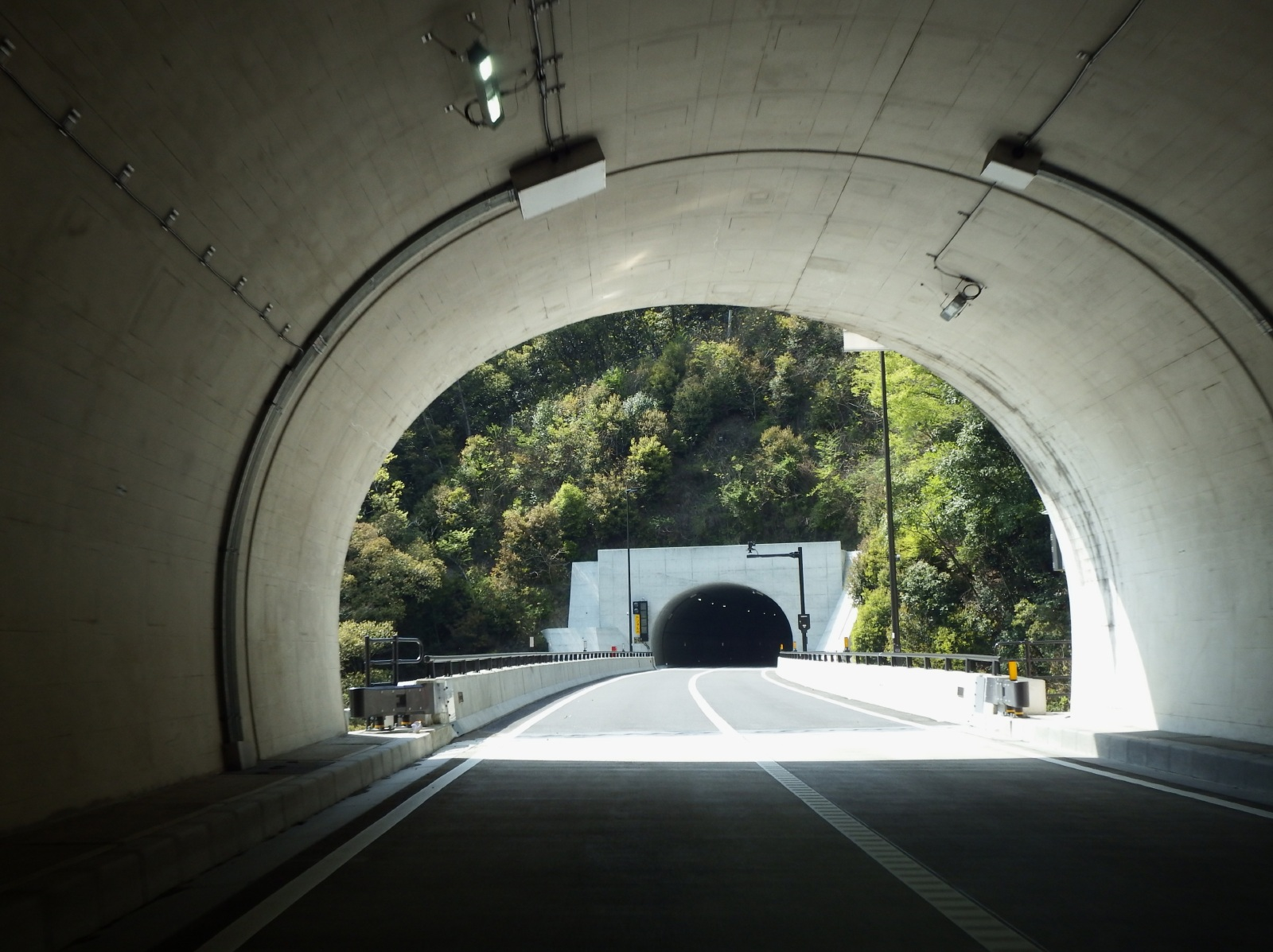
箸蔵第1トンネル南口
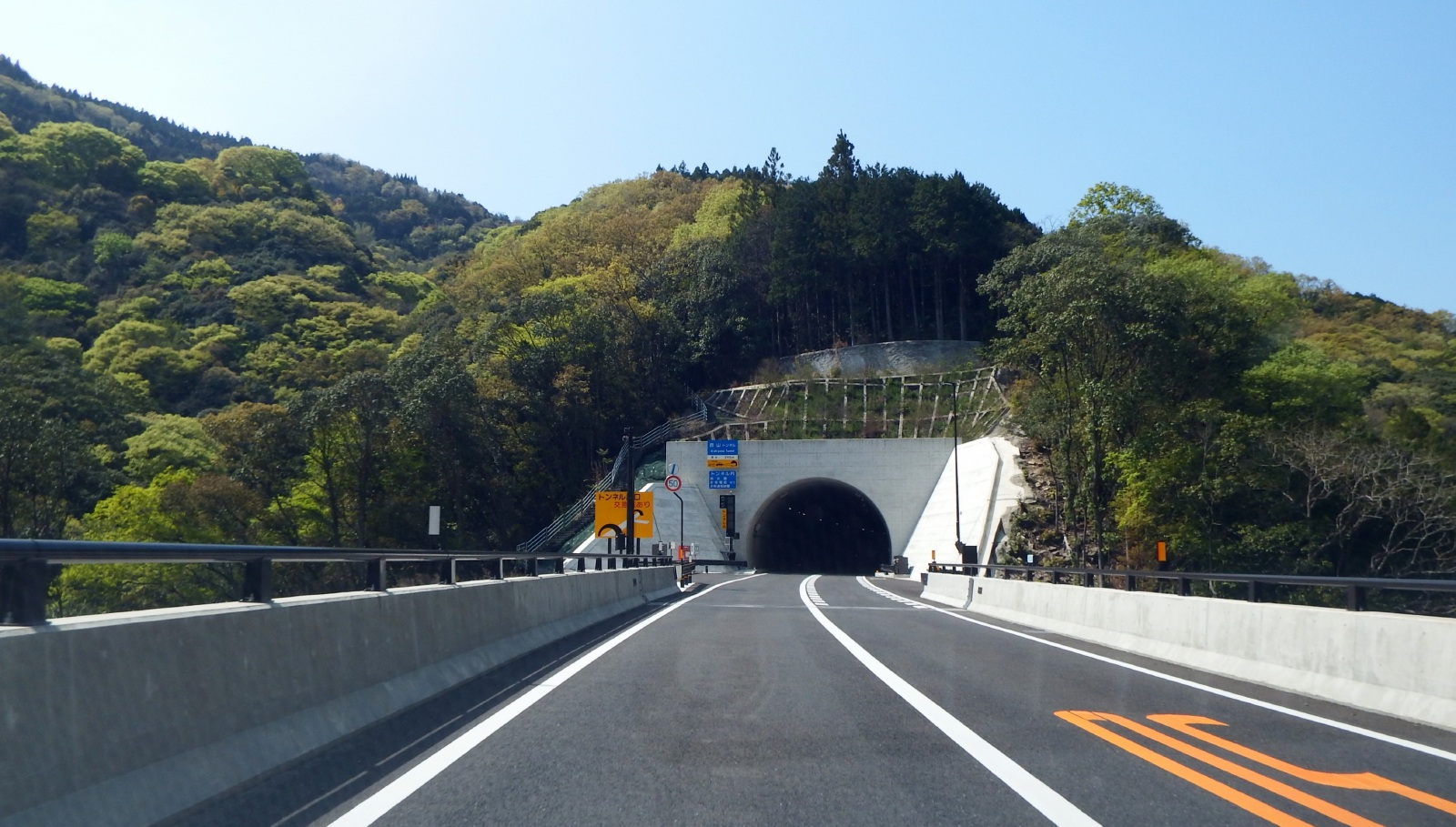
西山トンネル南口
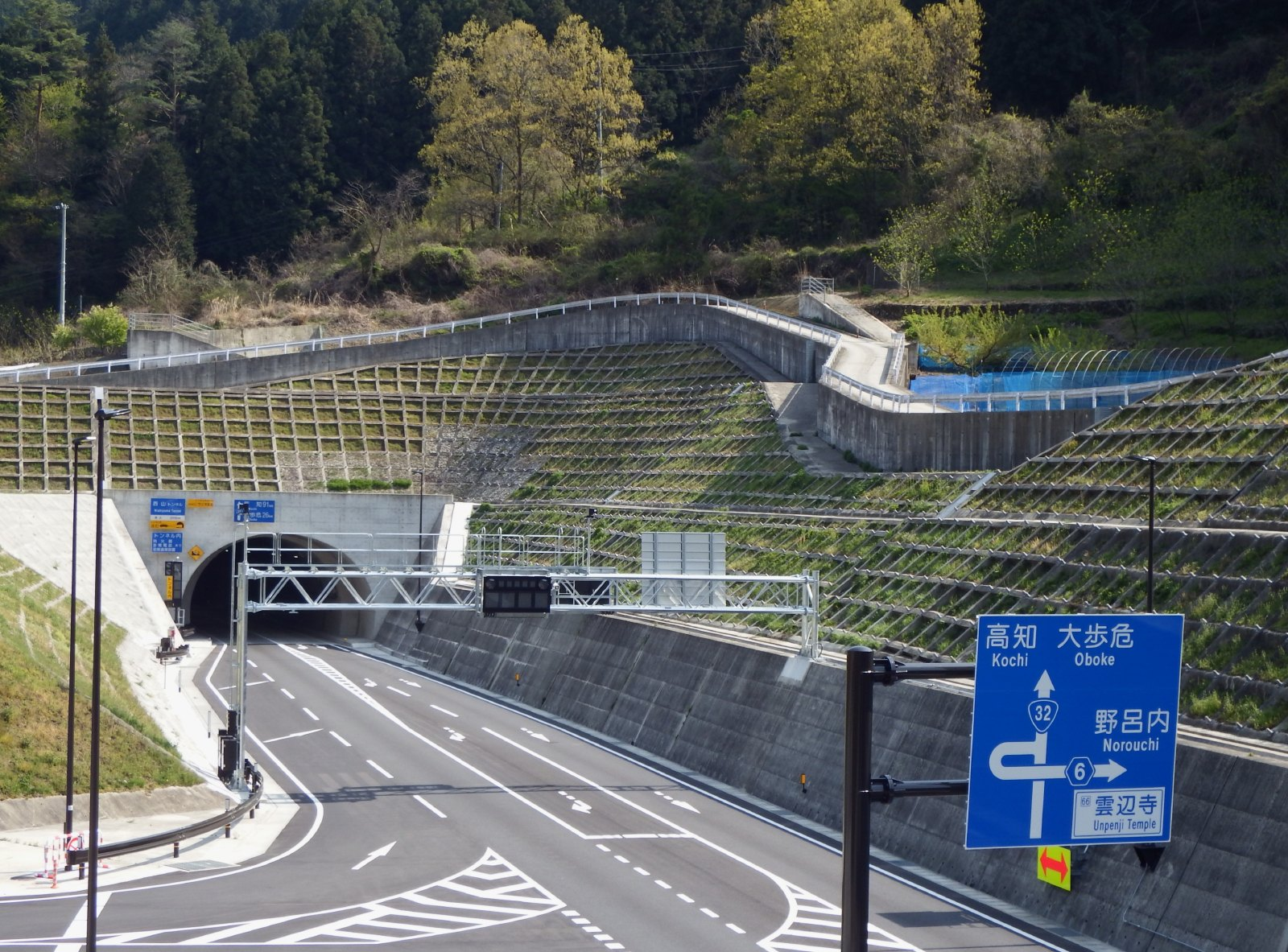
西山トンネル北口
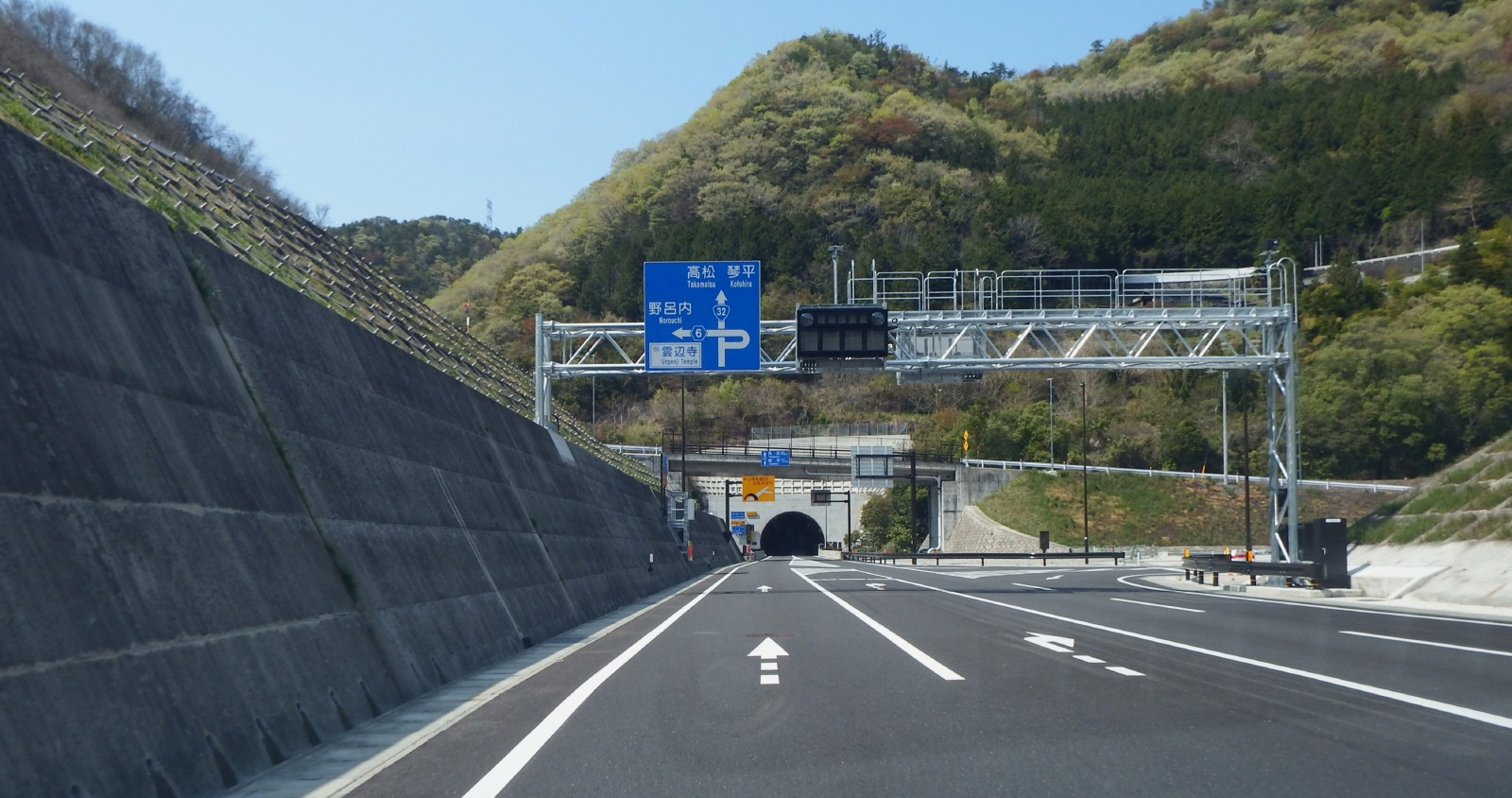
新猪ノ鼻トンネル南口
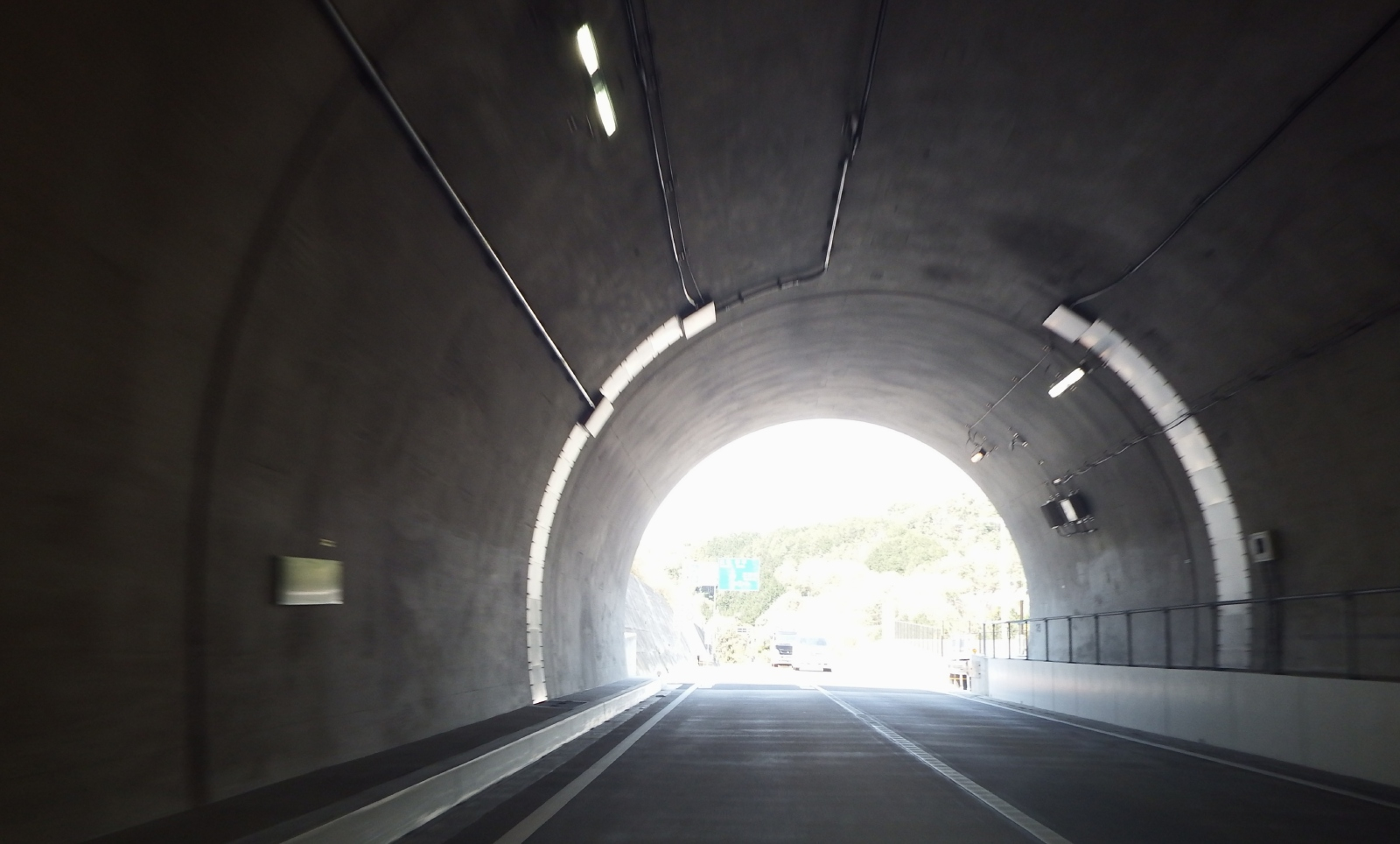
新猪ノ鼻トンネル北口